# Karl Muck
Karl Muck (Darmstadt, 22 ottobre 1859 – Stoccarda, 3 marzo 1940) è stato un direttore d'orchestra tedesco.

## Biografia
Nato in Germania, Muck si laureò in filologia classica all'Università di Heidelberg ma la grande passione per la musica lo indusse a prendere lezioni di pianoforte. Dopo aver ottenuto un dottorato, Muck entrò al conservatorio di Lipsia. Iniziò l'attività di direttore d'orchestra nel 1884, dirigendo a Zurigo, Brno, Salisburgo, Graz e Praga. Nel 1892 iniziò a dirigere la Königliches Oper di Berlino, dove rimase fino al 1912. Durante gli anni diresse al Festival di Bayreuth collaborando con i Wiener Philharmoniker.
Nel 1912 divenne direttore della Boston Symphony Orchestra. Fu considerato un direttore moderno e avventuroso e diresse l'orchestra in occasione della registrazione storica per la Victor Talking Machine Company realizzata a Camden, New Jersey, nel 1917.
Il nome di Muck compare in diversi testi e ricerche che trattano le attività musicali negli Stati Uniti nelle prime decadi del secolo, come "Koussevitzky" di Moses Smith e "Making Music American: 1917 and the Transformation of Culture" di E. Douglas Bomberger. Durante e dopo la prima guerra mondiale, la presenza nelle orchestre americane di musicisti provenienti dalla Germania fu in qualche modo contestata. Ad esempio, nell'aprile del 1917 la rivista Musical America riportò la notizia, che fu smentita successivamente dagli interessati, che il magnate e fondatore dell'orchestra Henry Higginson avrebbe ritirato il suo sostegno alla Boston Symphony se il direttore Karl Muck e altri musicisti tedeschi, come il Primo violino Anton Witek, non fossero stati licenziati.
Anche l'arrangiamento dell'inno nazionale che la Boston Symphony eseguiva, (che era del compositore irlandese Victor Herbert) fu criticato per l'eccessivo carattere tedesco. Così Muck fece togliere gli elementi tedeschi dall'arrangiamento, ma tenendo segreto il fatto che fosse stato riscritto proprio da quell'Anton Witek, il primo violino dell'orchestra, che era già stato oggetto di contestazioni per le sue origini. L'informazione fu resa nota solo dopo la morte di Muck.
Nel novembre del 1917 Muck e la Boston Symphony erano impegnati in un concerto a Providence, nel Rhode Island. Nel processo penale scaturito da questo episodio risultò che vi era stata una esplicita richiesta di eseguire l'inno nazionale statunitense, che fu disattesa da Muck. Il direttore venne accusato di simpatia verso la Germania, nemica degli Stati Uniti, processato e condannato. Del fatto si occupò anche il Presidente Theodore Roosevelt. Il 26 marzo 1918 fu imprigionato a Fort Oglethorpe in Georgia fino ad oltre la durata della guerra, poiché la sua espulsione fu successiva al mese di giugno del 1919. Solo molti anni dopo, William E. Walter, che era stato un dipendente della Boston Symphony, svelò pubblicamente ciò che gli addetti ai lavori sapevano dell'incidente di Providence, e ciò che Muck non era stato avvertito della richiesta dell'inno nazionale fino a quando lui e l'orchestra non stavano tornando a Boston dopo il concerto. Il direttore, profondamente sconvolto per non essere stato avvisato della richiesta, avrebbe eseguito volentieri l'inno nazionale americano .
In Europa Muck assunse la direzione della Philharmoniker Hamburg, realizzando registrazioni e dirigendo anche al Festival wagneriano di Bayreuth e non tornò più negli Stati Uniti.